# 索泰尔讷
索泰尔讷（法語：Sauternes，法語發音：[sotɛʁn]）是法国吉伦特省的一个市镇，属于朗贡区。

## 地理
索泰尔讷（44°31'54"N, 0°20'34"W）面积11.32 平方千米，位于法国新阿基坦大区吉倫特省，该省份为法国西南部沿海省份，是法國本土面积最大的省，北起滨海夏朗德省，西临大西洋，南至朗德省，东南接洛特-加龍省，东临多爾多涅省。
与索泰尔讷接壤的市镇（或旧市镇、城区）包括：普雷尼亚克、莱奥雅茨、博姆、比多斯、法尔格。

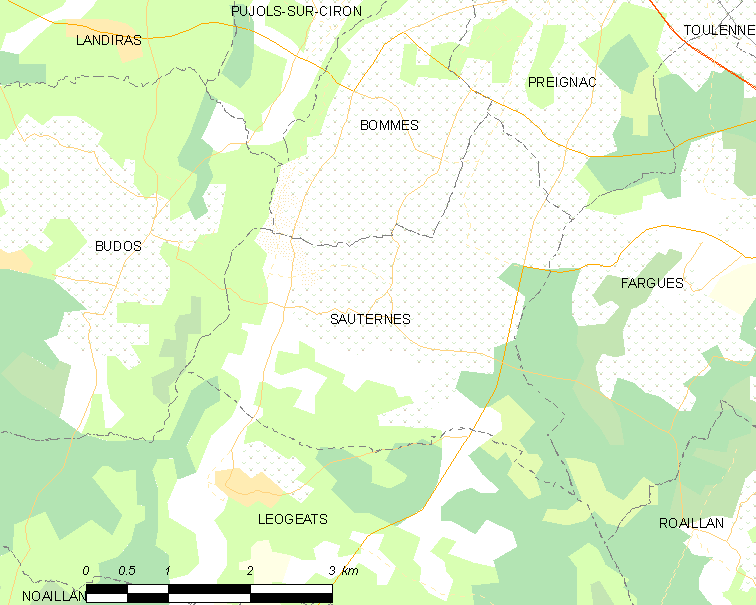
索泰尔讷的OSM定位图

索泰尔讷的时区为UTC+01:00、UTC+02:00（夏令时）。

## 行政
索泰尔讷的邮政编码为33210，INSEE市镇编码为33504。

## 政治
索泰尔讷所属的省级选区为南吉伦特县。

## 人口

1962-2008年间索泰尔讷人口变化图示

索泰尔讷于2022年1月1日时的人口数量为816人。